# Великий підскарбій коронний

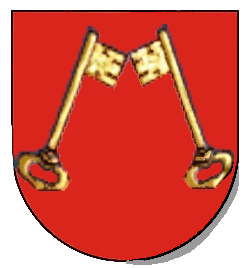
Герб підскарбія

Великий підскарбій коронний (пол. Podskarbi wielki koronny, лат. supremus thesaurarius) — посада, центральний урядник часів Королівства Польського й Речі Посполитої, що відав скарбницею і монетними дворами. Виконував функції схожі з сучасним міністром фінансів і головою центрального банку.

## Історія становлення уряду
Уряд підскарбія був створений як нова двірська (надвірна) посада в XIV столітті. Його двірський характер зберігався до кінця панування короля Казимира Великого. Титулування урядників, які займали цю посаду, стабілізувалося за урядування Яна Гінчі з Роґова, а цілком усталилося як «підскарбій Королівства Польського» за урядування Пйотра Курозвенцького й Якуба Шидловєцького.
Коронний підскарбій призначався королем, але відповідав перед Сеймом, подаючи на його розгляд і затвердження (квитування) відповідні сеймові рахунки.
З 1504 року підскарбій як міністр почав засідати в Сенаті. З другої половини XVI століття підскарбій надвірний став уважатися його заступником, а з 1590 року, після поділу скарбниці на державну та скарбницю короля, першою став керувати коронний підскарбій, а другою — надвірний. За правління Сигізмунда II Августа, після Люблінської унії посада почала називатися "підскарбій великий коронний", до неї була прирівняна та введена до Сенату посада-відповідник у Великому князівстві Литовському — підскарбій земський, який відтепер називався "підскарбієм великим литовським".

## Обов'язки уряду
Обов'язки підскарбія були кодифіковані 1504 року. Його основними завданнями були управління державною скарбницею та фінансами країни. Він відповідав за карбування монет (називався також лат. supremus rei monetariae magister), функціонування монетних дворів і слідкував, щоб монети не фальшувалися. Підскарбій керував столовими маєтками короля та нерозданими королівщинами. До появи коронного кустоша він також зберігав коронаційні інсиґнії. До 1717 року підскарбій відповідав за виплату жолду війську.
Основним його обов'язком був збір грошей у скарбницю завдяки отриманню публічних доходів — податків, ухвалених Сеймом або оголошених ним на потреби війська, і так званих податків звичайного походження. Функції підскарбія щодо перших були досить обмеженими, оскільки він не призначав поборців і сеймикових шафарів, міг лише позиватися до Коронного Скарбового трибуналу у випадку заборгованості чи зловживань. Він також видавав асигнування на ці податки, розпоряджаючись про виплати війську. Найбільше він мав справу з так званими звичайними податками (наприклад, чопове, податок з купців, поголовний податок з євреїв тощо), збирав платежі по ним, зокрема, орендувавши це право чи створивши для цього власну податкову адміністрацію.
З власної ініціативи підскарбій не міг ні здійснювати запозичення, ні розпоряджатися видатками, не передбаченими сеймовими конституціями, а в разі їх перевищення шукав королівської чи королівсько-сенаторської підтримки. У межах повноважень, наданих Сеймом, він міг випускати облігації чи заставляти коронні коштовності. Для виконання своїх повноважень він міг використовувати призначених ним скарбових писарів. Він також міг брати участь у різних депутаціях і сеймових комісіях, зокрема, в справах оплати війську. За свою працю підскарбії отримували винагороду, яка складалася з кількох складових. По-перше, підскарбій отримував «винагороду» за збір податку. Ще одним елементом його доходу був відсоток від виплат війську. Не зовсім легальним джерелом прибутку було так зване «рукавичне» від людей, які уклали договори зі скарбницею.

## Список підскарбіїв[7])
- Арнольд (1331)
- Швєнтослав (1355—1357)
- Пйотр (1357)
- Войслав (1357—1362)
- Швєнтослав (1362—1365, ?1368)
- Дмитро зі Стоянців і Гораю (1365—1370, 1374—1391)
- Дзєржек Лопацінський (1392—1393)
- Гінчка з Роґова (1393—1400–?1404)
- Ян де Козцов (1406)
- Томаш Новек (1407)
- Пйотр Медіоланський (1412—1418, ?1420)
- Генрик з Роґова (1419—1424–?1425/1426)
- Міколай Гінчович із Казімєжа (1429—1430)
- Анджей із Любіна (1431—1445)
- Ян Гінча з Роґова (1447—1460)
- Якуб Дембінський (1460—1468)
- Ян Жешовський (1469—1471)
- Ян Остроруг (1472—1474) (за Я. Щ. Пташицьким[8])
- Павел Ясєнський (1474—1479)
- Пйотр Курозвенцький (1479—1499)
- Якуб Шидловєцький (1501—1509)
- Анджей Кошьцєлецький (1509—1515)
- Міколай Шидловєцький (1515—1532)
- Ян Спитек Тарновський (1532—1550)
- Спитек Йордан (1550—1555)
- Ян Станіслав Тарновський (1555—1561)
- Валентій Дембінський (1561—1564)
- Станіслав Собек із Сулова (1564—1569)
- Ієронім Буженський (1569—1578)
- Якуб Рокосовський (1578—1580)
- Ян Дульський (1581—1590)
- Ян Фірлей (1590—1609)
- Бальтазар Станіславський (1609—1610)
- Станіслав Варшицький (1610—1616)
- Микола Данилович (1617—1624)
- Гермолай Ліґенза (1624—1632)
- Данилович Іван Миколай (1632—1650)
- Богуслав Лещинський (1650—1658)
- Ян Казімеж Красінський (1658—1668)
- Ян Анджей Морштин (1668—1683)
- Марцін Замойський (1685—1689)
- Марек Матчинський (1689—1692)
- Ієронім Августин Любомирський (1692—1702)
- Рафал Лєщинський (1702—1703)
- Ян Єжи Пшебендовський (1703—1729)
- Францішек Максиміліан Оссолінський (1729—1736)
- Ян Кантій Мошинський (1736—1737)
- Ян Ансґарій Чапський (1738—1742)
- Мацей Ґрабовський (1742—1745)
- Кароль Юзеф Сєдльніцький (1745—1761)
- Теодор Весель (1761—1775)
- Адам Понінський (1775—1790)
- Рох Косовський (1791—1795)